# Музеи Башкортостана
Музеи Башкортостана — совокупность музеев федерального, регионального, муниципального значения, расположенных на территории Республики Башкортостан.

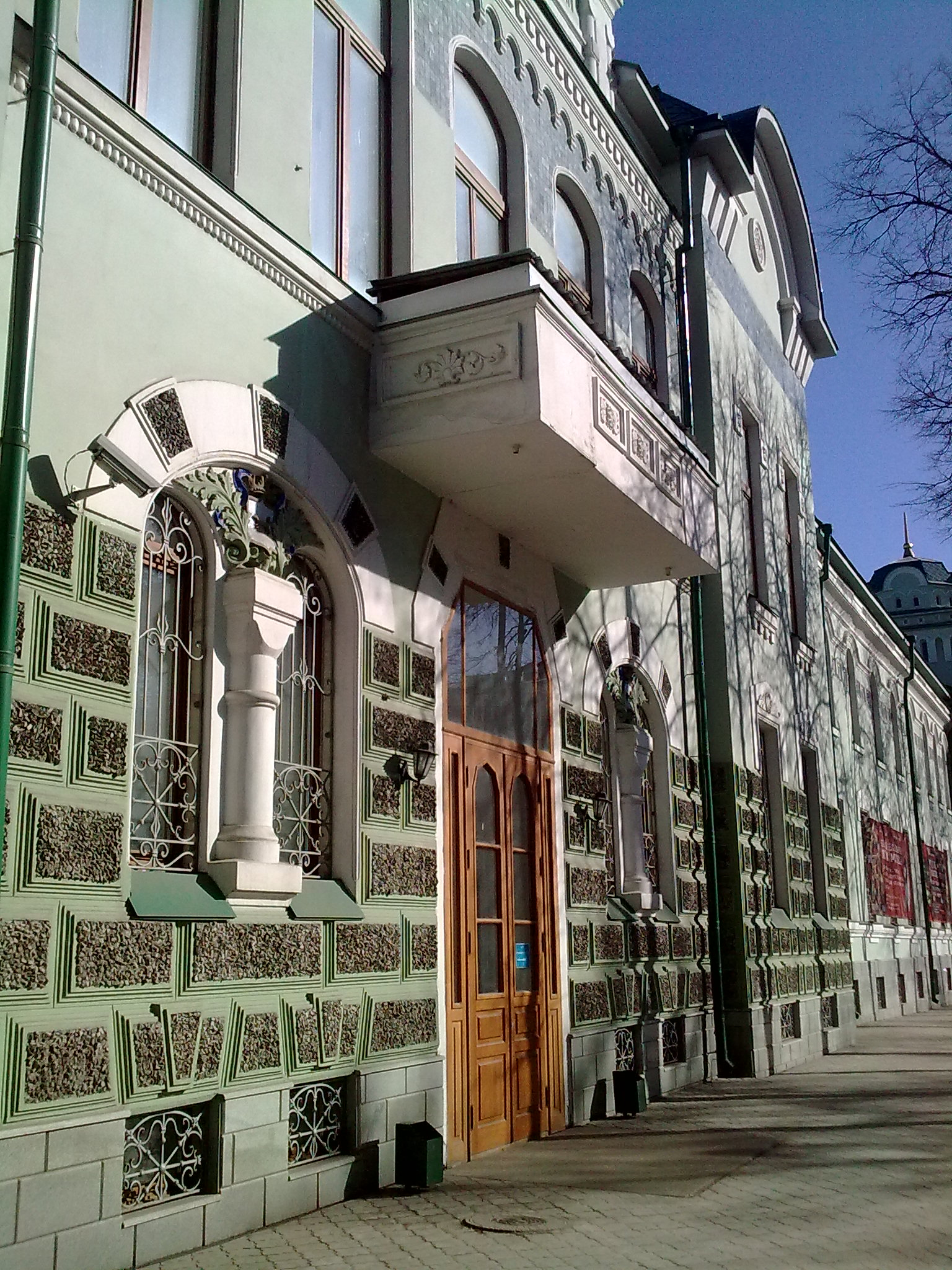
Национальный музей РБ г. Уфа

## История
Музейное дело в Башкортостане развивалось от открытия в 1864 году первого Уфимского губернского музея до создания крупной музейной сети в Башкортостане. В 1919 году был открыт Уфимский художественный пролетарский музей Октябрьской революции (ныне Башкирский государственный художественный музей имени М. В. Нестерова), а в Стерлитамаке — городской историко-краеведческий музей.
В 1940 году в Уфимском районе в селе Красный Яр был открыт музей 25-й Чапаевской дивизии, а в селе Слакбаш Белебеевского района республики — Мемориальный дом-музей чувашского писателя К. В. Иванова. Дом-музей В. И. Ленина был открыт в 1941 году, Мемориальный дом-музей Мажита Гафури — в 1948 году.
До конца 70-х годов XX века в Башкирской АССР было 5 государственных музеев, около 400 общественных и школьных музеев. Государственные музеи были в ведении Министерства культуры БАССР.
80-е годы в Башкирской АССР были годами «музейного бума»: в 1978 году был создан музей С. Т. Аксакова, в 1979 году созданы 3 общественных музея — Белебеевский ИКМ, Баймакский ИКМ и музей К. А. Хакимова в селе Дюсяново Бижбулякского района. В 1980 году — Октябрьский и Учалинский историко-краеведческие музеи. В 1981 году — был создан музей М. Акмуллы.
Постановлением Совета Министров Башкирской АССР № 275 от 11 ноября 1984 года на базе Республиканского краеведческого музея и городского краеведческого музея в Стерлитамаке был создан Башкирский государственный объединённый музей, в который вошли головной музей в Уфе и 11 филиалов по республике.
В 1989 году число музеев достигло 18, включая Дюртюлинский, Туймазинский, Илишевский, Мелеузовский историко-краеведческие музеи, музеи Салавата Юлаева в селе Малояз Салаватского района, музей Героя Советского Союза М. Х. Губайдуллина в селе Уршакбашкарамалы Миякинского района, в 1993 году — 36, включая Музей этнографии народов Башкортостана и Музей интернациональной дружбы, в 1999 году — 57. В 1994 году был открыт Музей Ахметзаки Валиди. Были открыты новые экспозиции в Дюртюлинском, Илишевском, Туймазинском, Бижбулякском, Сибайском, Хайбуллинском историко-краеведческих музеях.
В 1997 году был создан Литературный музей Республики Башкортостан (Национальный литературный музей РБ) с 14, к 2002 году, литературных музеями-филиалами Национального музея. В 1999 году — Республиканский музея Боевой славы. В 2002 году открылся Музей 112-й башкирской кавалерийской дивизии. В 2002 году создан Музей истории парламента Республики Башкортостан.
По инициативе общественности были созданы литературные музеи имени З. Биишевой в Кугарчинском, Г. Ибрагимова в Аургазинском, Фатиха Карима в Бижбулякском, Булата Имашева в Бижбулякском, Г. Галиева (Батырши) в Балтачевском районах, Калтасинский, Кумертауский, Стерлибашевский, Гафурийский, Иглинский историко-краеведческие музеи и др.
В настоящее время в Башкортостане 1076 музеев. Из них: 24 государственных, 103 муниципальных, 210 ведомственных, 4 частных и 724 общеобразовательных учреждений.

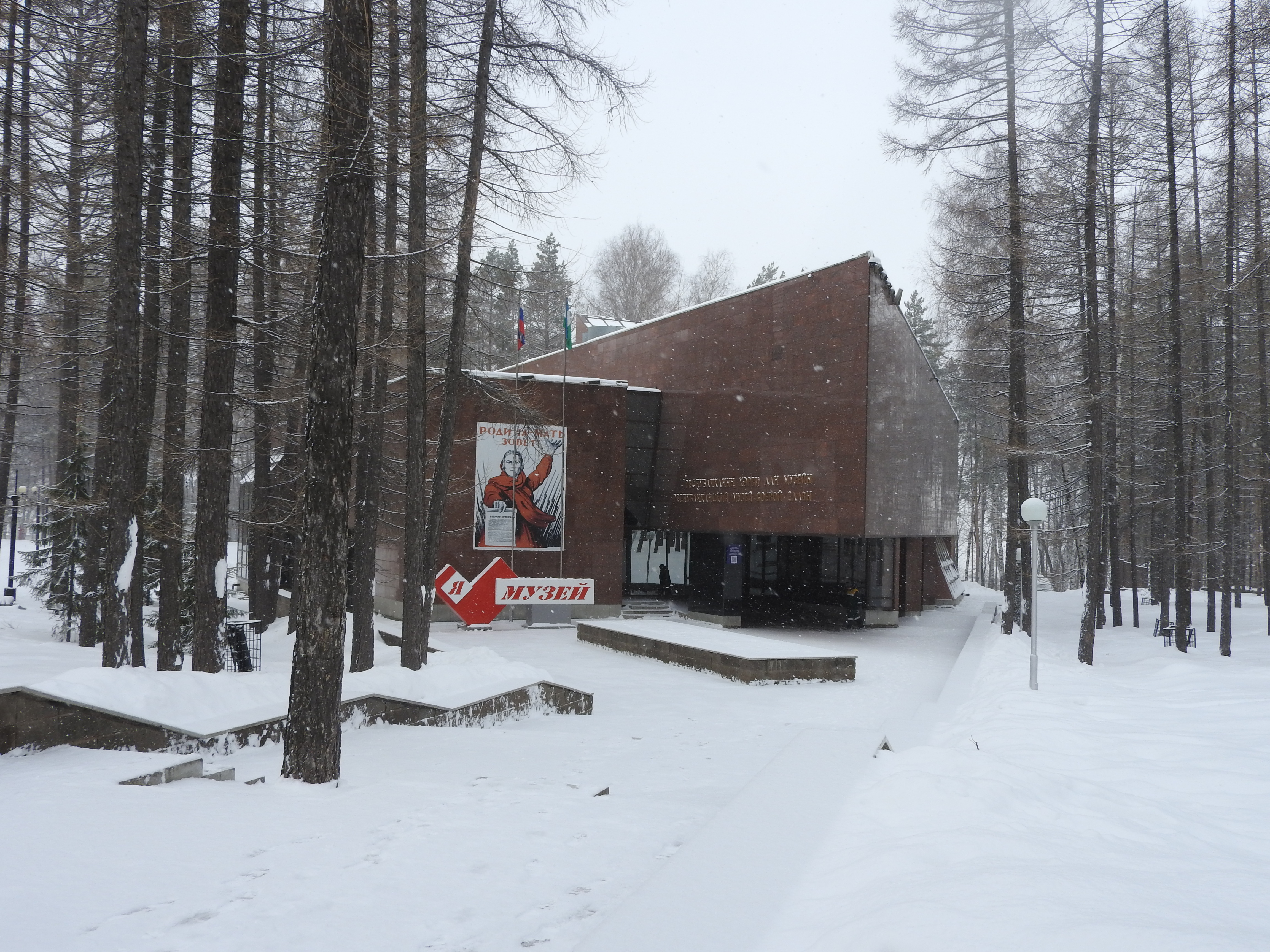
Музей Боевой Славы, Уфа

Министерство культуры ведает на 1 января 2013 года 94 музеями, в том числе 25 государственными и 69 муниципальными музеями. В них собрано около 650 тысяч предметов, представляющих историческую и культурную ценность.
Специалистов по музейному делу готовят в Башкирском государственном педагогическом университете им. М. Акмуллы с 2006 года на кафедре всеобщей истории. Национальный музей Башкортостана является научно-методическим центром республики по музееведению.

## Характеристики музеев

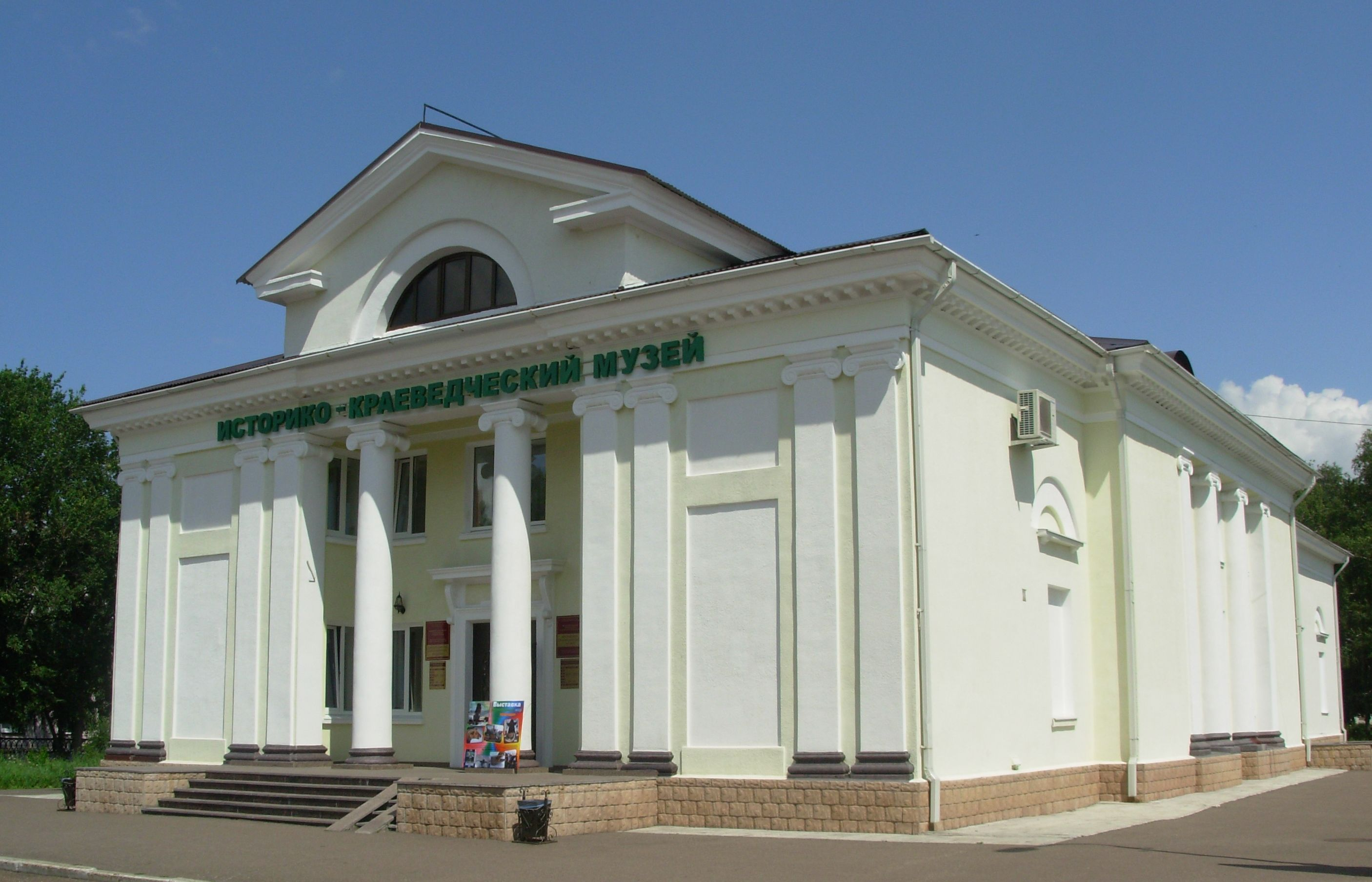
Краеведческий музей в г. Салавате

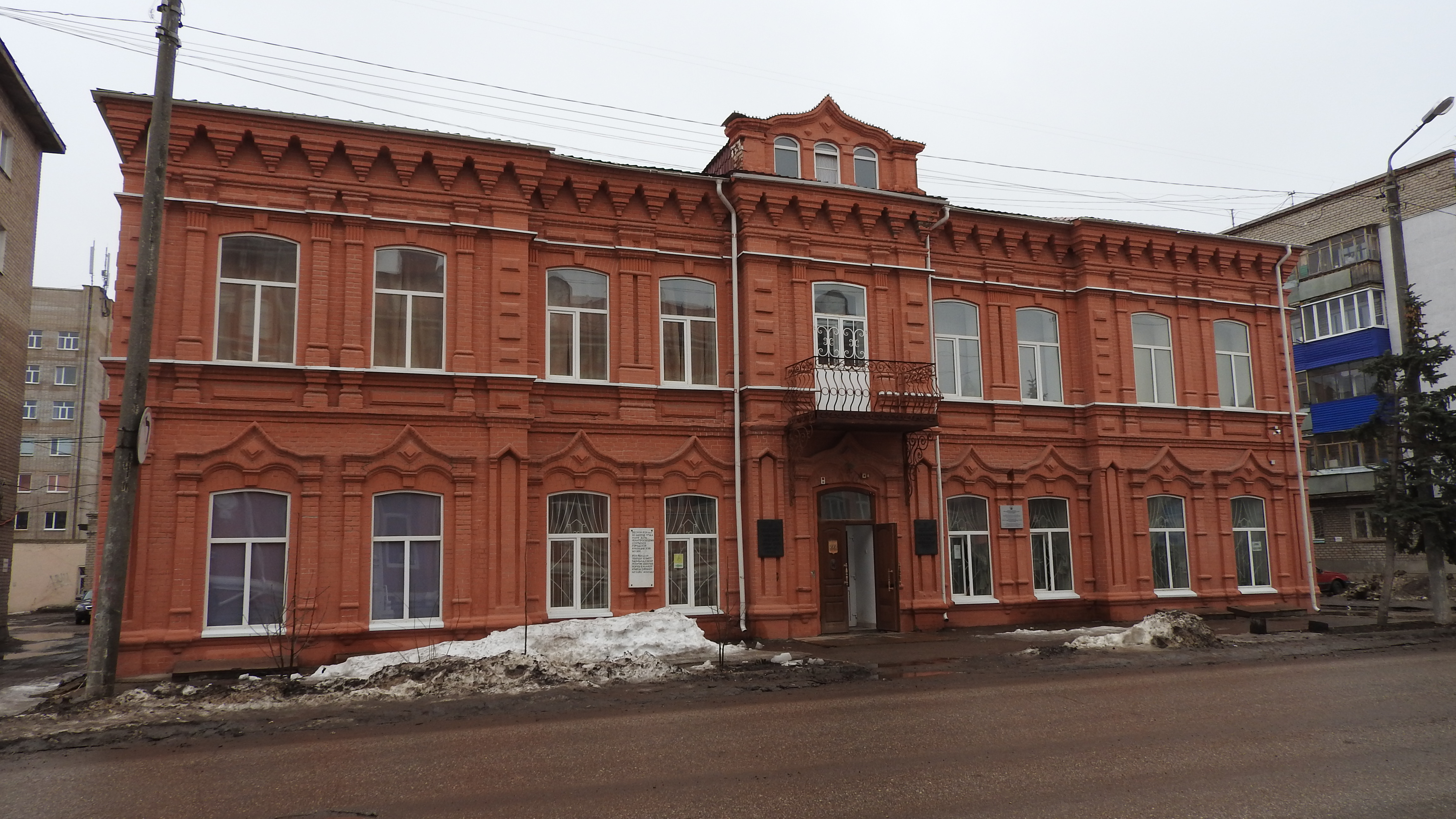
Краеведческий музей в г. Стерлитамаке

По подчиненности музеи Башкортостана разделяются на музеи федерального значения, регионального значения, муниципального значения.
По экспозициям — на художественные, литературные (музей М. Цветаевой), историко-краеведческие (в г. Ишимбае, г. Салавате), политические, мемориальные, профессиональные (Ишимбайский музей народного образования, Музей истории развития образования, Музей истории судоходства, Музей МВД РБ, Музей 356имени акмуллы хэнжи).
К музейным комплексам Башкортостана относятся культурно-исторические памятники — мавзолеи Чишминского района республики: мавзолей Хусейн-бека и мавзолей Тура-хана.
Также в Башкортостане существуют частные, школьные, вузовские и другие музеи образовательных заведений, музеи корпораций. Так музей ОАО «Газпром нефтехим Салават» находится в ДК «Нефтехимик» в г. Салавате.
Большая часть музеев республики располагаются в г. Уфе (музей имени М. В. Нестерова, национальный музей, музей боевой славы, музей археологии и этнографии, музей геологии и полезных ископаемых, музей леса, мемориальные дома-музеи: С. Т. Аксакова, М. Гафури, А. Э. Тюлькина, Ш. Худайбердина).